# Stefano Beltrame
Stefano Beltrame (Biella, 8 februari 1993) is een Italiaanse voetballer die bij voorkeur als aanvallende middenvelder speelt.

## Carrière
Beltrame speelde tot 2011 in de jeugd van Novara Calcio toen Juventus hem oppikte. Na een jaar in de jeugd te hebben gespeeld, maakte hij in het seizoen 2012-2013 zijn debuut voor de Italiaanse recordkampioen. Op 26 januari 2013 mocht hij tegen Genoa CFC, na 82 minuten, invallen voor Claudio Marchisio. Het stond op dat moment 1-1 en Beltrame maakte bijna een doelpunt, slechts enkele minuten nadat hij het veld in was gekomen. Sébastien Frey maakte echter een prima redding. In het zelfde seizoen werd hij landskampioen met de club.
Verder dan deze ene invalbeurt kwam Beltrame niet bij Juventus. De club verhuurde hem in eigen land achtereenvolgens aan Bari, Modena, Pro Vercelli en Pordenone. Alleen bij Bari en Modena maakte hij regelmatig zijn opwachting. Juventus verhuurde Beltrame voor aanvang van het seizoen 2016/17 aan FC Den Bosch, waarmee de club sinds enkele seizoenen een samenwerkingsverband heeft.
Hij maakte zijn officiële debuut op 8 augustus 2016 in de competitieouverture uit bij Jong PSV (5-4).
Na een seizoen te hebben gespeeld voor Go Ahead Eagles wordt Beltrame in het seizoen 2018-2019 wederom verhuurd aan FC Den Bosch.

## Clubstatistieken
| Seizoen                         | Club              | Competitie     | Wed. | Dlp. |
| ------------------------------- | ----------------- | -------------- | ---- | ---- |
| 2012/13                         | Juventus          | Serie A        | 1    | 0    |
| 2013/14                         | → Bari            | Serie B        | 24   | 1    |
| 2014/15                         | → Modena          | Serie B        | 20   | 0    |
| 2015/16                         | → Pro Vercelli    | Serie B        | 9    | 0    |
| 2016                            | → Pordenone       | Lega Pro       | 9    | 2    |
| 2016/17                         | → FC Den Bosch    | Eerste divisie | 28   | 3    |
| 2017/18                         | → Go Ahead Eagles | Eerste divisie | 32   | 5    |
| 2018/19                         | → FC Den Bosch    | Eerste divisie | 38   | 14   |
| 2019/20                         | CSKA Sofia        | Parva Liga     | 6    | 2    |
| 2020/21                         | CSKA Sofia        | Parva Liga     | 14   | 1    |
| 2021/22                         | CS Marítimo       | Primeira Liga  | 9    | 2    |
| Bijgewerkt t/m 29 december 2021 |                   |                |      |      |

## Internationaal
Beltrame heeft gespeeld voor het nationale jeugdelftal van Italië -18, -19, -20. Hij kwam in 20 interlands tot 7 doelpunten. Bij de lichting -19 speelde hij het meest en hij was succesvol tijdens de EK-kwalificatie.